# Anbura
Anbura (arab. عنبورة) – wieś w Syrii, w muhafazie Hama. W 2004 roku liczyła 998 mieszkańców.